# 茨厂街

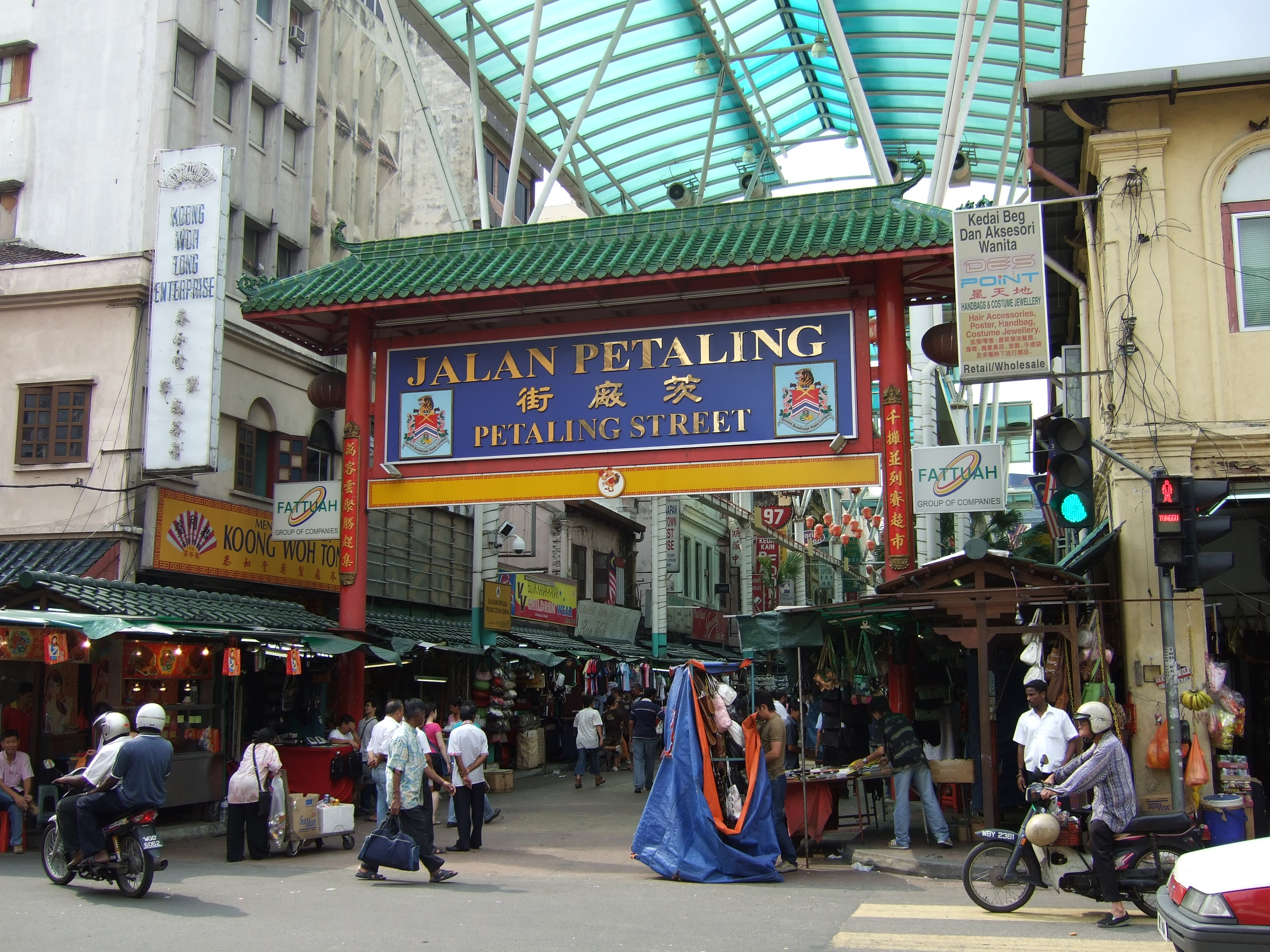
盖上了青色屋顶（绿龙）的茨厂街。

茨厂街是一个坐落在马来西亚吉隆坡的街道。當地售卖各種手表、衣服、首饰及小食。除此之外，它也是马来西亚當地的一個观光景点。茨厂街以华人为主，但有别与全世界的唐人街，马来西亚的华人在国家还没独立就在这里了，茨厂街不是华人唯一聚集的地方，所以茨厂街并不能称为唐人街。
茨厂街一帶有许多出名的餐馆和小贩中心，并售卖马来西亚的道地美食福建炒面、烧鱼、叻沙及咖哩麵。小贩们多以华人为主，其他种族包括印度人、马来人和显著的外国劳工。

## 历史和发展
原来的茨厂街主要以市为中心，敦李孝式路（Jalan Tun H. S. Lee）之所以越来越受欢迎是因为地势较高，不容易遇到水患。大部分较富裕和更华丽的店屋都建立在敦陳禎祿路（Jalan Tun Tan Cheng Lock）以北的地方，更靠近市中心。
吉隆坡是上世纪最先被开发的城市之一，因此聚集了很多刻苦耐劳的人民。他们大部分是广府人和客家人。他们来到这里做起锡米的贸易，或者是在锡矿工作。并且由一个甲必丹领导。其中最出名的甲必丹，就是客家人叶亚来，也是吉隆坡的开埠功臣。

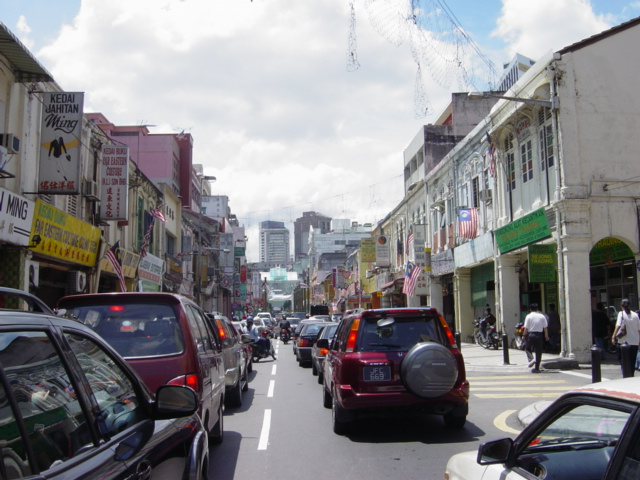
往茨厂街的交通车水马龙

1870年，马来西亚华人内斗爆发，分裂成广府人的义兴公司和客家人的海山公司两派結社会党。英国人只好介入帮助结束冲突，但许多建筑物受到了严重的受损或被烧毁。
雪兰莪内战时，这些锡矿被遗弃。战争过后，矿工返回后发现到矿产被洪水淹没，因此无法工作。叶亚来说服矿工和苦力们留在吉隆坡，和周边地区马来人以种植水稻和其他园艺产品为生。1880年，他在茨厂街开了一家茨粉工厂，茨厂街也因此而得名。可惜次年，即1881年，茨厂就倒闭了。
2003年8月，为向马来西亚历任首相致敬，茨厂街悬挂包括时任首相马哈迪·莫哈末的四位首相巨幅海报。马华公会总会长黄家定表示，这些海报是针对四位首相对国家的卓越管理表示赞赏的一种方式。

## 特点
茨厂街的第一间店为麦当劳。茨厂街里有很多商务类三星级的酒店，如马来亚酒店和瑞士宾馆酒店。除此之外，茨厂街也有很多书店和食物小贩，售卖海南鸡饭和面汤。
茨厂街附近有一些歷史景点，例如毗鄰茨廠街的仙四師爺廟。廟宇正門上方懸掛著橫匾「仙四師爺廟」金字牌匾，字體由葉亞來親筆題寫。廟體以木結構為主，樑柱雕飾精美，其格局、材質與工法體現了吉隆坡早期華人匠師的手藝。此外，还有步行也能到达的中央艺术坊，藝術坊於1888年正式啟用，並在1937年完成最後施工，現在被列爲文化古蹟。
茨厂街附近還有兩个标志性的建筑，一為占美清真寺，是一座摩尔人式的百年清真寺。另一为马里安曼兴都庙，位于敦李孝式路，是吉隆坡其中一座最古老和最富有的印度教寺庙，每天都有很多信徒和游客到访。
公共交通方面，茨厂街靠近隶属格拉那再也线和双加捷运的中央艺术坊站和吉隆坡单轨马哈拉惹里拉站。

## 发展
贩卖各样的书籍、香水、衣服、马来西亚文化的首饰品，马来西亚手信纪念品，等等都可以在茨场街找到。当地最大的特点就是可以討價還價，類似香港的鴨寮街。
2011年的茨场街因为马来西亚经济危机，餐飲業者隨著稱為華人街的趨勢也紛紛跌价，把食物、貨物價格都廉价出售，这无疑也是众多外国人喜欢来寻宝的原因。
但随着吉隆坡蓬勃发展，现今茨廠街也成了車輛繁忙穿梭的街道。遊客及路人路過須小心留意通行車輛，務必注意安全。

## 争议
时政评论员兼律师洪伟翔的叔叔，即吉隆坡小贩商业公会主席拿督洪细弟在2025年（民国114年）的新春活动上有提到吉隆坡市政局的某些官员提出要移除“茨厂街”中文招牌三个字。然而吉隆坡市政局否认这个传言。

## 图片库

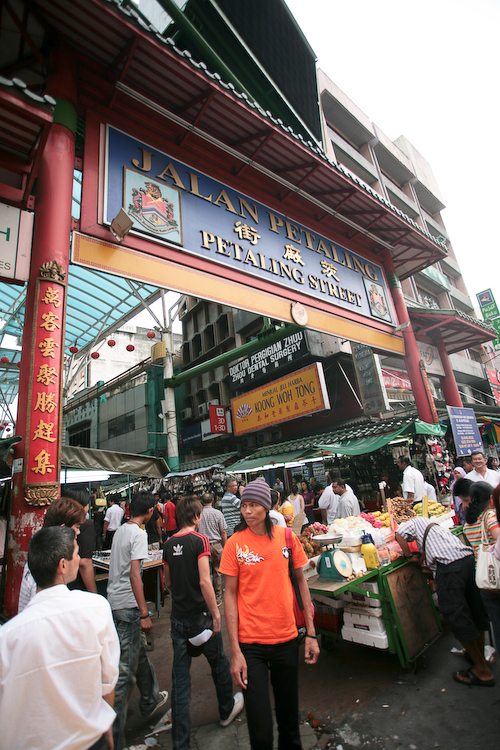
茨厂街的牌楼
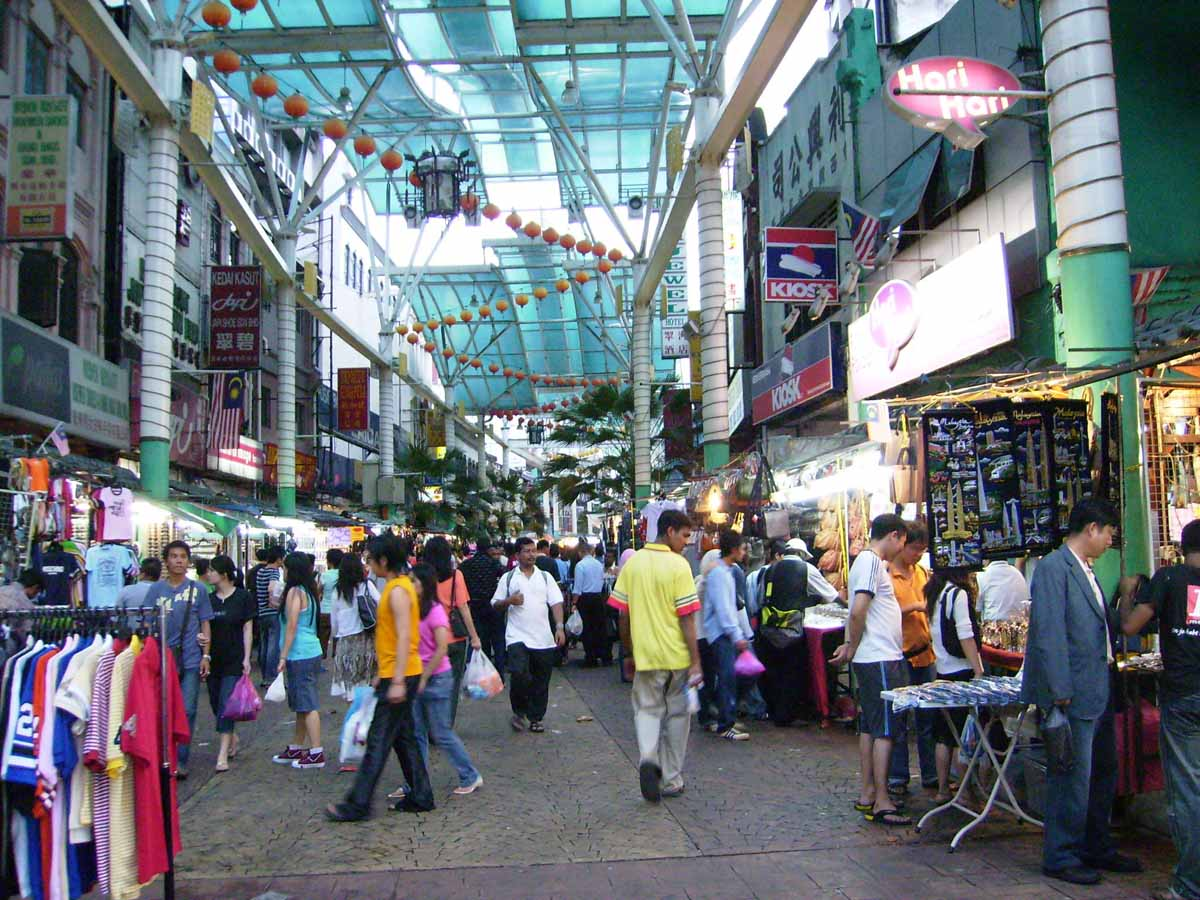
茨厂街的店铺
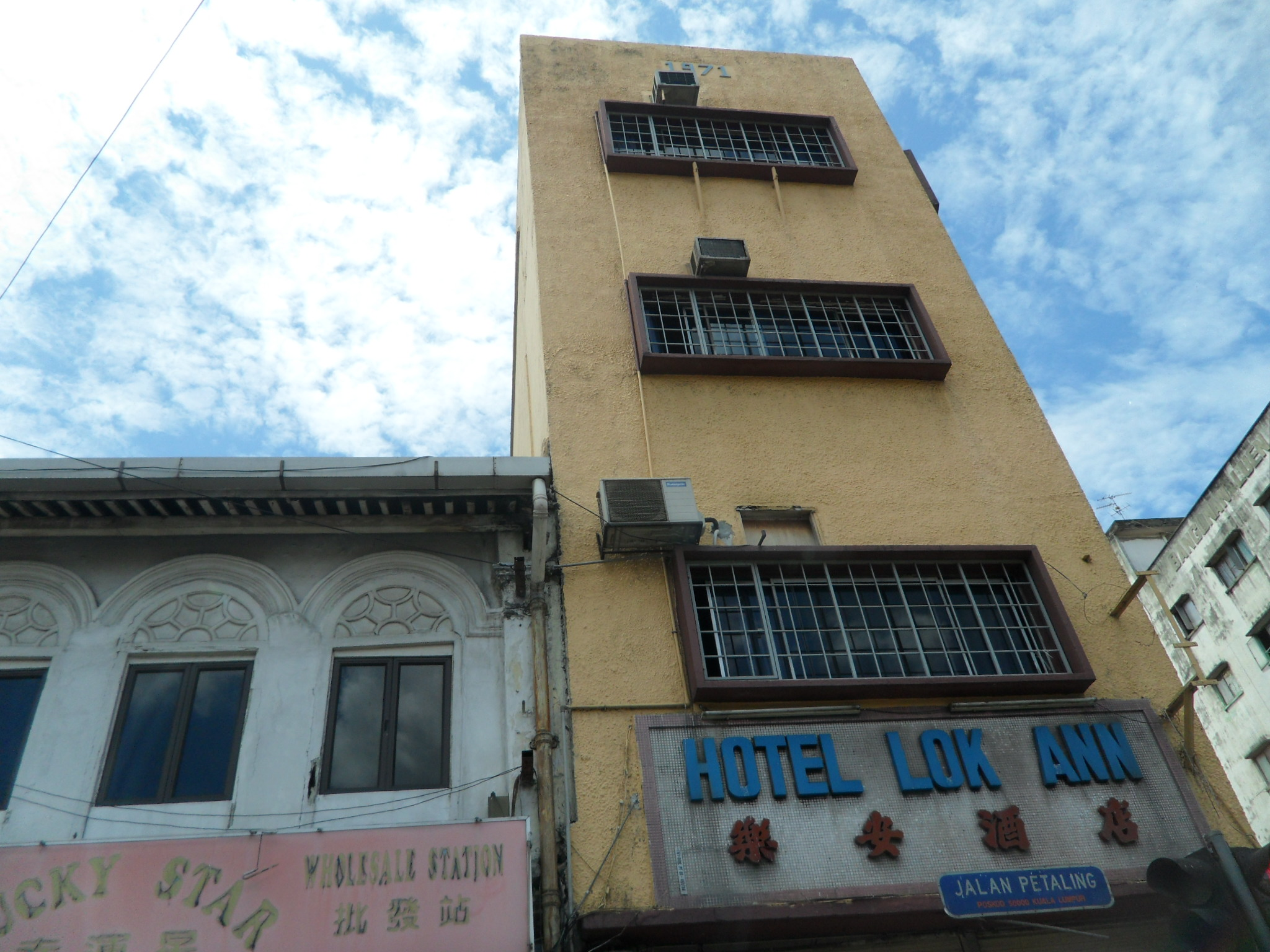
乐安酒店，位于入口的对面